# Brandon Cronenberg
Brandon Cronenberg (Toronto, 10 gennaio 1980) è un regista e sceneggiatore canadese.

## Biografia
È il figlio di David Cronenberg e fratello di Caitlin Cronenberg. Ha studiato cinematografia all'Università Ryerson di Toronto ed è conosciuto per i suoi film di fantascienza Antiviral (2012), Please Speak Continuously and Describe Your Experiences as They Come to You (cortometraggio del 2019) e Possessor (2020). Il film Antiviral è stato presentato al Festival di Cannes: in quel frangente, David e Brandon Cronenberg sono diventati i primi registi padre e figlio a presentare due film in contemporanea in tale manifestazione. Il suo secondo lungometraggio Possessor è stato invece presentato al Sundance Film Festival. Ha successivamente annunciato la realizzazione di un terzo lungometraggio intitolato Piscina infinita.

## Filmografia
- Antiviral (2012)
- Possessor (2020)
- Piscina infinita (Infinity Pool) (2023)